# Simplex (deragliatore)
Simplex fu una marca di componenti per biciclette francese. L'attività fu fondata dall'inventore francese Lucien Juy, già commerciante di biciclette a Digione.
Juy sviluppò il primo esempio di deragliatore a parallelogramma e lo approntò nel 1928. Nel 1935 commercializzò il modello Champion de France. Da allora la produzione divenne in serie con grandi quantità di modelli commercializzati. Fino agli inizi degli anni '80 Simplex fu la marca più nota in ambito ciclistico agonistico. Il cinque volte vincitore del Tour de France Bernard Hinault (1978, 1979, 1981, 1982 e 1985) montava sulla bicicletta dei deragliatori Simplex. Dopo aver usato il deragliatore Simplex Super LJ Hinault considerò di passare ai modelli della Campagnolo. Nel 1992 venne commercializzato l'ultimo deragliatore Simplex, uno sviluppo della Ofmega.

## Deragliatori e gruppi
Per lungo tempo i deragliatori Simplex furono lo standard montato sulle biciclette francesi. Oltre ai deragliatori la Simplex produsse anche altri componenti per biciclette.

### Anni '30
- Simplex pull-chain models
- Champion de France (1935)
- Champion du Monde (1935?)

### Anni '40
- Rigidex, deragliatore universale
- Champion du Monde; deragliatore ad una puleggia, 1946 nuovo tipo
- Tour de France, 1948 sviluppo del modello "Campion du Monde"

### Anni '50
- JUY50 - deragliatore da corsa usato nel Tour de France
- JUY51 - deragliatore anteriore;
- JUY53 - deragliatore, sistema completo da corsa 2×5 velocità, 1951
- Grand Tourisme, 1952
- JUY543 - deragliatore da corsa con due pignoni

### Anni '60
- Record 60 - deragliatore
- JUY Export 61 - deragliatore da corsa con pignoni in materiale plastico, 1961
- Prestige (532) (1962)
- Prestige (537) (1965)
- Prestige (637) (1966)
- Prestige Cadet (1. Version) (1962)
- Prestige Cadet (2. Version) (1965)

### Anni '70

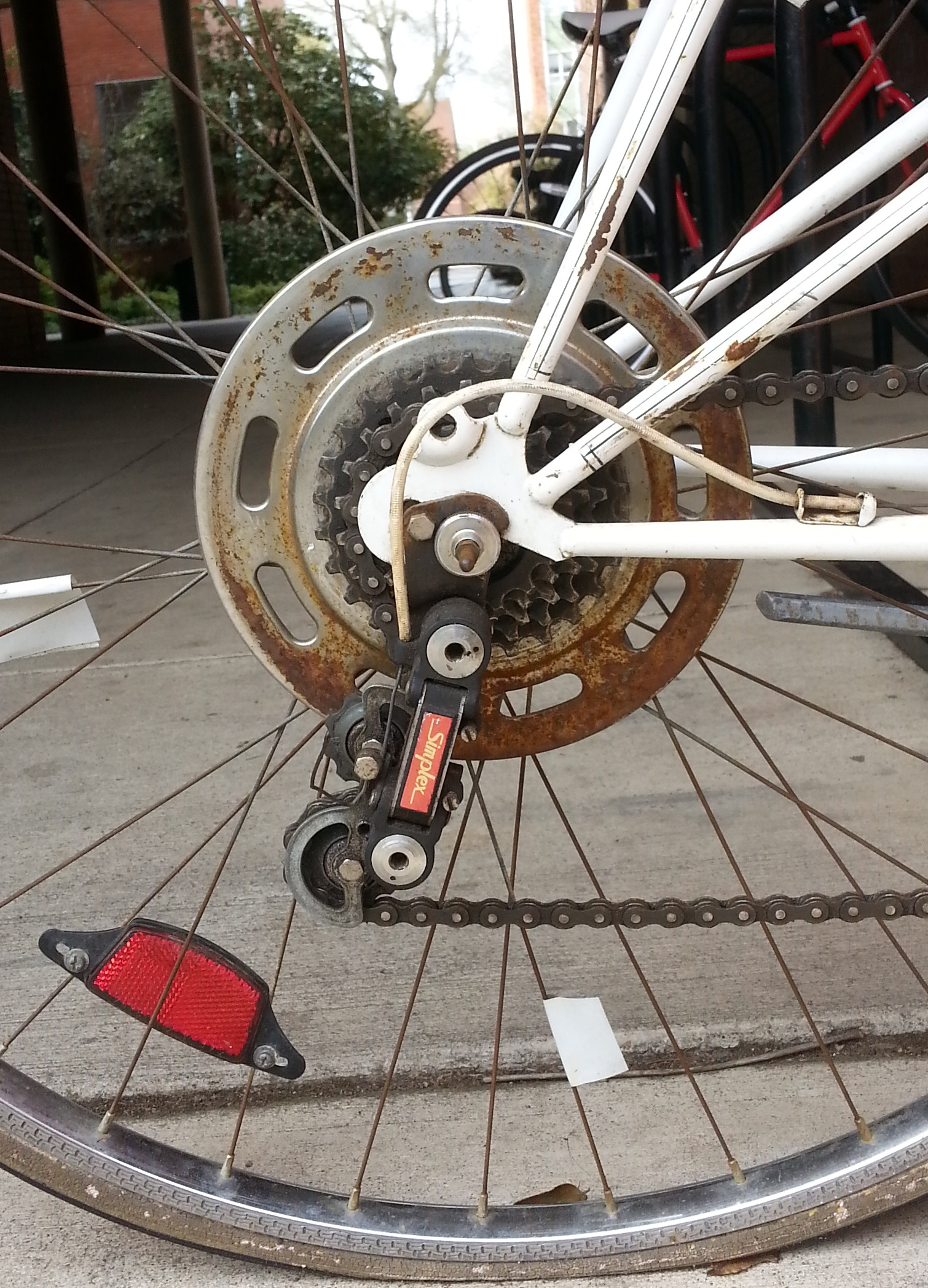
Un deragliatore per ruota posteriore Simplex installato su una bicicletta Peugeot degli anni '70.

- Retrofriction - deragliatore, 1973
- Prestige (SX110) (1970?)
- Peugeot Prestige (SX410) (1975)
- SLJ 5000 - deragliatore ("gold" e "silver")
- SLJ 5500 - deragliatore da 219 grammi ("gold" e "silver")
- Super LJ - deragliatore da 219 grammi ("gold" 1972 e "silver" 1975)
- Delrin - deragliatore completo anteriore e posteriore in Delrin
- SX610 - deragliatore

### Anni '80
- Super LJ SLJ 6600 (1982)
- SX610 GT - gruppo per il Tour (1982)
- Selematic 5 - deragliatore a 5 velocità (1981)
- SX 810 - deragliatore a 7 velocità. Anche a marchio Peugeot sulle Peugeot Super Sport.
- 440 (1. e 2.) - deragliatore da corsa (1985)
- Ofmega - deragliaotre a 9 velocità, 215 grammi(1988)